# Czarna Struga (Marki)
Czarna Struga – część miasta Marki w województwie mazowieckim w powiecie wołomińskim. Do 1957 roku, kiedy Marki otrzymały prawa osiedla, oddzielna wieś. W 1958 włączone do Marek i od 1967 w granicach miasta Marki.
Czarna Struga wzięła swą nazwę od przepływającej przez nią rzeki, nazywaną Struga, oznaczającej w czasach Słowian „strumyk”.
Znajdowały się tu kiedyś stacja oraz przystanek kolejowy:
- Struga
- Struga Warszawska